# تسلویلر
تسلویلر (به فرانسوی: Zellwiller) یک کمون در فرانسه با جمعیت ۷۳۷ نفر است که در Canton of Obernai واقع شده‌است.